# Mlekara Subotica
Mlekara Subotica (code BELEX : MLSU) est une entreprise serbe qui a son siège social à Subotica, dans la province de Voïvodine. Elle travaille dans le secteur agroalimentaire.

## Histoire
L'origine de Mlekara Subotica remonte à 1955.

## Activités
Mlekara Subotica propose toute une gamme de produits laitiers, dont du lait pasteurisé en bouteilles, du lait fermenté et particulièrement des yaourts vendus sous la marque « Zradvo ! ». Elle fabrique aussi du fromage blanc et de la crème vendus sous la marque « Kremsi », ainsi que du beurre, du fromage frais (Zdravo !), des yaourts allégés (marque Ella) et des yaourts grecs (Grekos) et du lait en poudre. Elle propose aussi du kajmak et des yaourts aux fruits.

## Données boursières
Le 12 juin 2014, l'action de Mlekara Subotica valait 1 300 RSD (11,27 EUR). Elle a connu son cours le plus élevé, soit 3 500 RSD (30,37 EUR), le 21 mai 2007 et son cours le plus bas, soit 530 RSD (4,59 EUR), le 19 mai 2004.
Le capital de Mlekara Subotica est détenu à hauteur de 82,47 % par Imlek Beograd.